# Josef Hošna
Josef Hošna (6. července 1926 Brloh – 6. prosince 2022 Praha) byl český akademický malíř, ilustrátor, grafik

## Život
Josef Hošna se narodil v jihočeské vesnici Brloh v okrese Český Krumlov 6. července 1926, jako čtvrté dítě z osmi. Oba jeho rodiče se věnovali malování. Do obecné školy chodil v rodné obci a také v místním kostele svatého Šimona a Judy ministroval. Během druhé světové války byla rodiny vystěhována ze své usedlosti k příbuzným do výměnkářského bytu v Klimšově mlýně. V Českých Budějovicích se v letech 1942 až 1945 vyučil malířem porcelánu, kde jeho učitelem byl pan Tamchyna z keramické školy v Hořicích. V oboru pracoval do roku 1951 v porcelánce v Nové Roli. Během této doby v letech 1948-1949 absolvoval  základní vojenskou službu v Sokolově. Po neuspěšné žádosti na Akademii výtvarných umění pracoval v letech 1951-1952 jako dělník v Poldině huti na Kladně. Zde získal znovu doporučení k vysokoškolskému studiu, které využil a po druhé byl na Akademii výtvarných umění přijat. Vysokou školu posléze vystudoval, především zásluhou stipendia u profesora Vratislava Nechleby. Studium ukončil u profesora Vlastimila Rady v roce 1958. Mezi jeho spolužáky patřil Theodor Pištěk, Jiří Mádlo a František Pulec, který se věnoval zhotovování kopií obrazů světových malířů. Po ukončení studia se snažil o získání místa odborného učitele na různých školách. To se mu nepodařilo a tak se celý život ve svobodném povolání věnoval portrétní malbě, krajinomalbě, akvarelům, litografii a monotypům. Jeho díla byla především velkoformátová a jsou v soukromých sbírkách, ve firemních sbírkách, v muzeu a galerii ve Vodňanech a v rodném Brlohu. Po roce 1989 se zaměřil na restaurování a malbu ve zchátralých kostelech, kde maloval a restauroval fresky, oltářní obrazy a křížové cesty. Zemřel 6. prosince 2022 v Praze. Byl ženatý, měl dceru Janu.

### Členství
- Jednota umělců výtvarných
- Svaz českých výtvarných umělců
- Spolek pražských výtvarných umělců

## Dílo

### Knihy
- SKALICKÝ, Karel, HOŠNA, Josef: Navštívení Abrahamovo. In: Setkání. 1999, 10(4), s. 4 : il..
- HOŠNA, Josef. Když nebe hořelo: z rodného kraje. 1. vyd. Brloh: obec Brloh, 2006. 143 s. ISBN 80-239-7251-0
- HOŠNA, Josef. Čas návratu a naděje. Vyd. 1. Brloh: Josef Hošna, 2008. 255 s. ISBN 978-80-254-2775-0
- HOŠNA, Josef. Deník z lázní. Vyd. 1. České Budějovice: J. Hošna ve spolupráci s nakl. Měsíc ve dne, 2013. 85 s. ISBN 978-80-905052-9-2

### Křížové cesty
- 1993 až 1998 Křížová cesta v Nové Roli
- 2003 Křížová cesta v Břevnovském klášteře

### Obrazy a fresky
- Memento 42, Krajina Brlohu, Večerní slunce na dvoře – absolventské obrazy z roku 1958
- Marie – obraz manželky, 1960
- U divadla – výhled z okna, 1960
- Poezie – obraz v obřadní síti v Křemži v okrese Český Krumlov
- Marie Magdalena – oltářní obraz pro kostel sv. Víta ve Zbytinách v Novohradských horách
- P. Marie – obraz do Stožecké kaple na Šumavě
- P. Marie – fresky v kostele P. Marie Vítězné na Bílé hoře v Praze
- Archanděl Michael – obraz pro kostel svatého Michaela v Nové Roli
- P. Marie s Ježíškem – obraz pro kostel svatého Michaela v Nové Roli
- Veronika – obraz pro kostel svatého Michaela v Nové Roli
- Korunování P. Marie – freska ve Volarech
- Fresky pro kapli i rodný dům v Brlohu

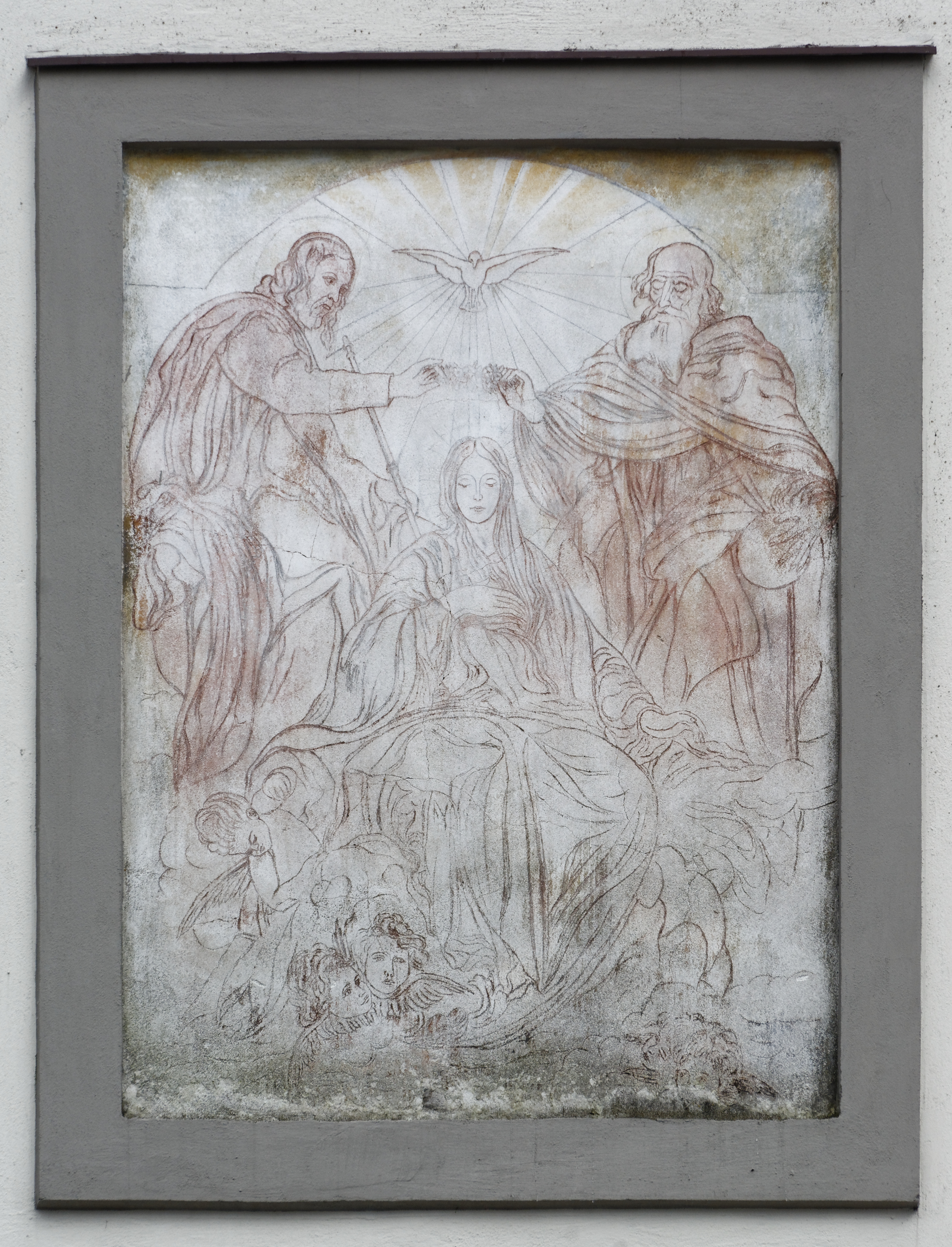
Freska Korunování P. Marie (Volary)

### Výstavy
- Praha 1967: 1. pražský salon
- Praha 1969: 2. pražský salon
- Praha 1971: Grafika Josef Hošna
- Český Krumlov 1977: Josef Hošna
- České Budějovice 1978: Obrazy Josef Hošna
- Bratislava 1985: Přehlídka československého výtvarného umění
- Praha 1988: Salon pražských výtvarných umělců
- Praha 1989: Obrazy, sochy, grafika
- Kladno 1993: Výstava členů Jednoty umělců výtvarných: Obrazy, plastiky, grafika.
- Vodňany 2005: Obrazy, kresba Josef Hošna a Zdeněk Macků
- Vodňany 2009: Paměť umění vodňanské galerie
- Praha 2017: Jednota umělců výtvarných
- Rakovník 2018: Jednota umělců výtvarných
- Vodňany 2022: Jihočeská krajina v díle padesáti umělců